# Genewars
Genewars ist ein Echtzeit-Strategiespiel für MS-DOS. Es wurde von Bullfrog Productions entwickelt und 1996 von Electronic Arts veröffentlicht.

## Entwicklung
Das Spiel hieß zunächst Biosphere. Die Musik und Soundeffekte sind Science-Fiction-Filmen der 1950er-Jahre entlehnt.

## Handlung
Der Streit der Menschheit mit außerirdischen Rassen ist beigelegt. Jegliche direkte Aggression wird von neutralen Beobachtern sofort bestraft. Die Kriegsparteien weichen daher auf subtilere Taktiken aus. Ziel ist neben der Bekämpfung der anderen Kolonisten auch die Renaturierung der durch Krieg zerstörten Welten, auferlegt durch die ethisch und technisch überlegenen Friedenshüter.

## Spielprinzip
Der Spieler befehligt Bauarbeiter, welche die Basis aufbauen und Instandhalten. Dabei werden Bestien von Genetikern gezielt gezüchtet, damit diese Rohstoffe abbauen und als Armee gegen den Feind eingesetzt werden. Tierpfleger kümmern sich darum, dass die Zöglinge genug Futter haben, kämpfen und sich verpaaren. Botaniker sammeln Pflanzen, die als Rohstoff dienen.

## Rezeption
Die Einheiten seien nur schwer optisch zu unterscheiden. Das Gameplay sei reduziert auf die Verteidigung der Basis und Abwarten, bis ausreichend Rohstoff abgebaut oder neue Spezies gezüchtet wurden. Die deutsche Sprachausgabe sei humorvoll. Das Spiel sei von der Optik und Steuerung jedoch gewöhnungsbedürftig. Die Kombination von Aufbauspiel und Viehzucht sei ungewöhnlich, die Level abwechslungsreich, der Schwierigkeitsgrad steige jedoch schnell rasant an. Spielerisch gäbe es viele Sackgassen und Eigenheiten des Spiels, die frustrierend sein können. Die Grundidee sei originell, das Spiel selbst jedoch teils langatmig. Die Übersicht sei nicht immer gegeben und weder Schwierigkeitsgrad noch Spielgeschwindigkeit regulierbar. Das Konzept sei frisch, auf technisch höchstem Niveau und langfristig motivierend.